# Koninginnebron

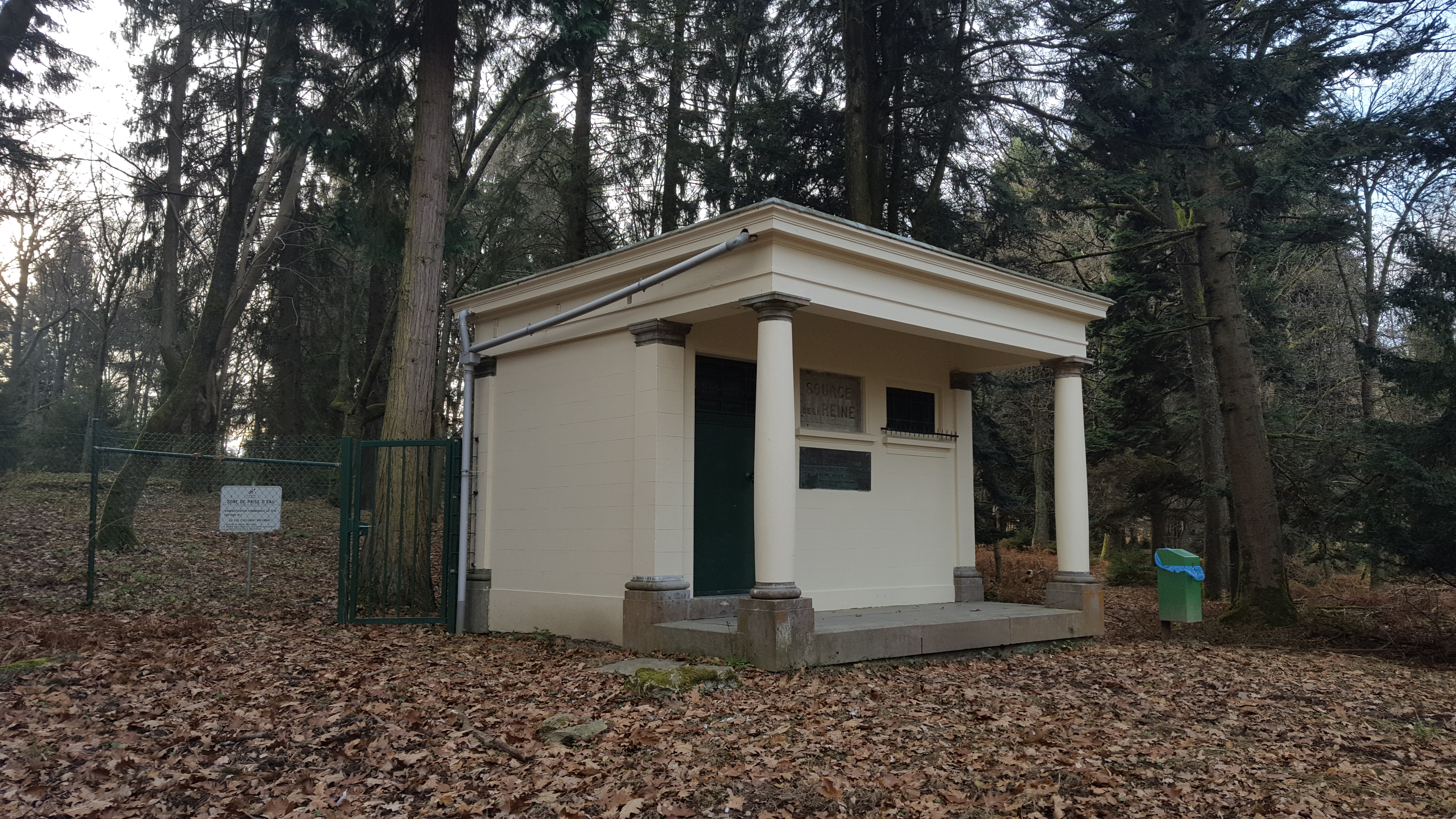
De Koninginnebron

De Koninginnebron of Reinebron (Frans: Source de la Reine) is een bron in de Belgische gemeente Spa. De bron ligt ten zuiden van Spa in het bos op een halve kilometer van de kruising van de plaats waar de Chemin des Fontaines op de Rue de la Sauvenière uitkomt. Ongeveer 1500 meter naar het zuiden ligt het Veen van Malchamps.
Op ongeveer 500 meter naar het noorden bevinden zich de Sauvenièrebron en Groesbeekbron.
De bron is vernoemd naar reine Marie Henriëtte van Oostenrijk, de tweede koningin der Belgen.

## Geschiedenis
In 1921-1922 werd het paviljoen (bronhuisje) gebouwd.
Op 15 juni 1933 vond de inauguratie plaats door koningin Elisabeth, waarbij de bron gewijd is aan koningin Marie Henriette. Zij leefde gedurende haar leven meerdere malen in Spa en hield van de plaats met haar bronwater.

## Water
Er zijn twee soorten bronwater die in de bronnen van Spa gewonnen worden. Enerzijds is dat ijzerhoudend en koolzuurhoudend water (water met belletjes) afkomstig uit "putten" (Waals: pouhons) waarbij het water decennialang door rijke rotslagen gegaan is, anderzijds is het water met alleen een minimale hoeveelheid natuurlijke mineralen afkomstig uit een oligometalische bron (zonder koolzuur) dat slechts enkele maanden ondergronds was. De Koninginnebron is van het tweede type en wordt door Spa Monopole verkocht onder de naam "Spa Reine", beter bekend als "Spa Blauw" en is zeer mineraalarm.
De bronnen van Spa worden de route helemaal terug volgend, gevoed door het vele regenwater dat in het gebied valt. Dit gebied is het Veen van Malchamps en omliggende bossen op het plateau ten zuiden van Spa en het regenwater zakt in de bodem waar het op natuurlijke wijze gefilterd wordt. Het water komt vervolgens op een rotslaag die stamt uit het Cambrium en de basis vormt van de Ardennen. Tijdens het Mesozoïcum hebben deze rotsen een uitgebreide uitspoeling ondergaan, waardoor ze nu nog maar weinig elementen bevatten die kunnen oplossen in het passerende water. Het bronwater brengt enkele jaren door in de ondergrond alvorens het uit de bodem komt. Door deze ondergrond is het water het gehele jaar stabiel van temperatuur als het uit de bodem komt en de minerale samenstelling van het water blijft gelijk.

## Bronhuisje
Midden in het bos staat een witgekalkt bronhuisje waar het bronwater boven de grond komt. Het gebouwtje bestaat uit een bordes met luifel dat gedragen wordt door klassieke twee zuilen. In de terugliggende gevel is een plaquette aangebracht met Source de la Reine. Een tweede plaquette daaronder beschrijft dat dit paviljoen geïnaugureerd werd op 15 juni 1933 door koningin Elisabeth, met de tekst:

Le 15 juin 1933, S.M. La Reine Elisabeth inaugura le pavillon de cette source, a la quelle S.M. La Reine Marie-Henriette a daigne donner son nom.

Het bronhuisje is niet toegankelijk, maar zou een marmeren fontein bevatten voorzien van kunstige krullen en een hoofdje, uitgehouwen in natuursteen.

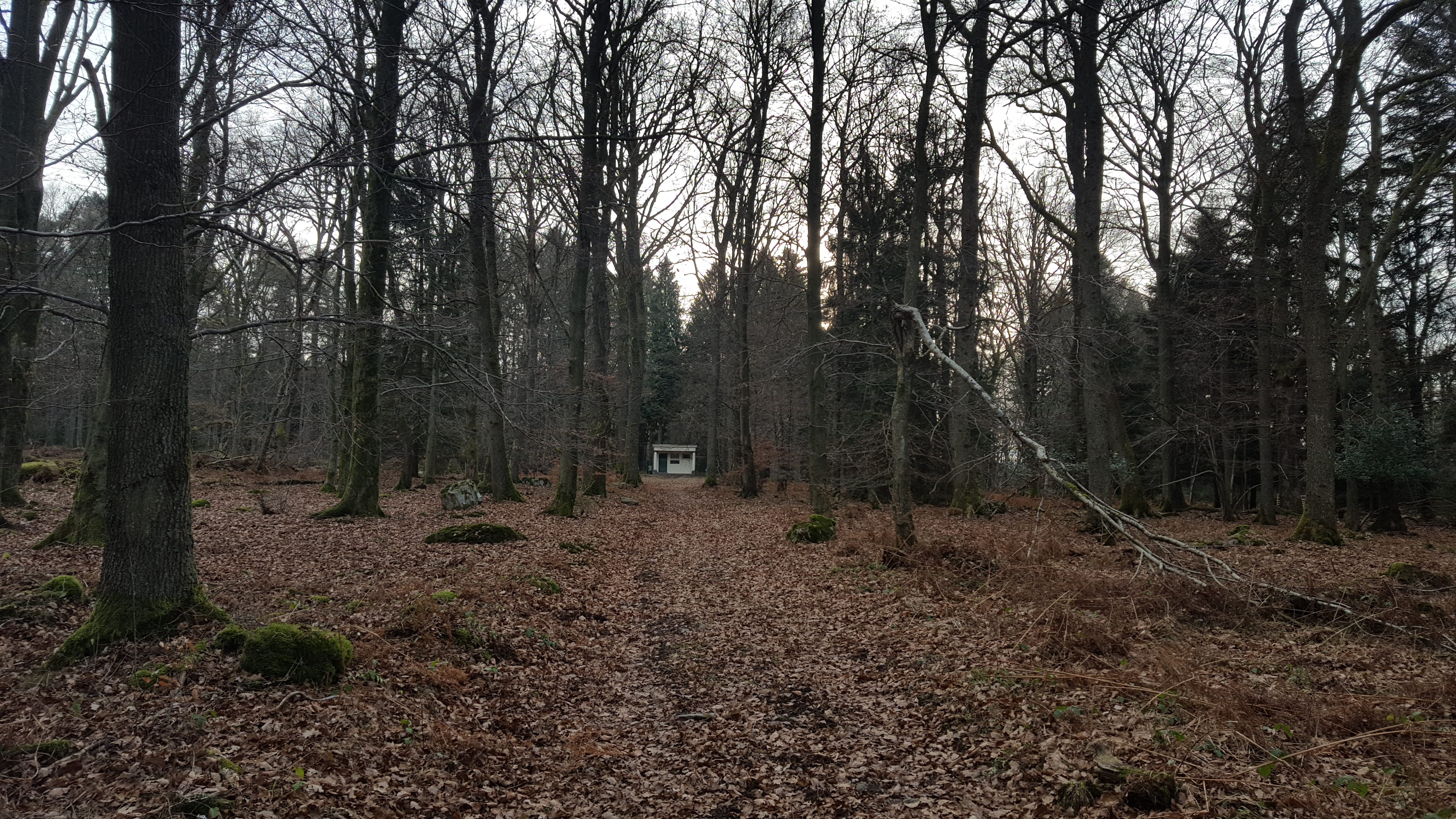
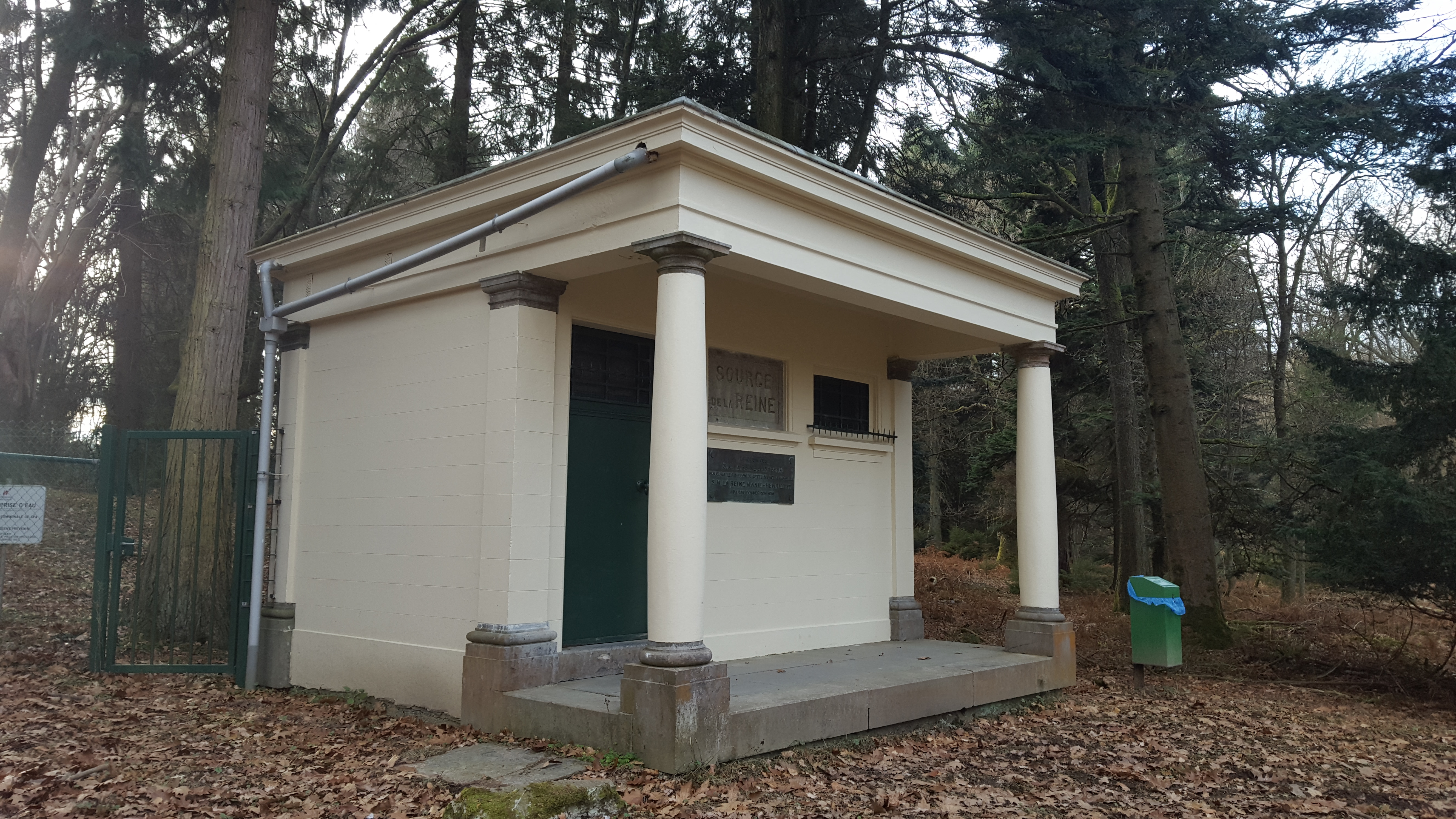
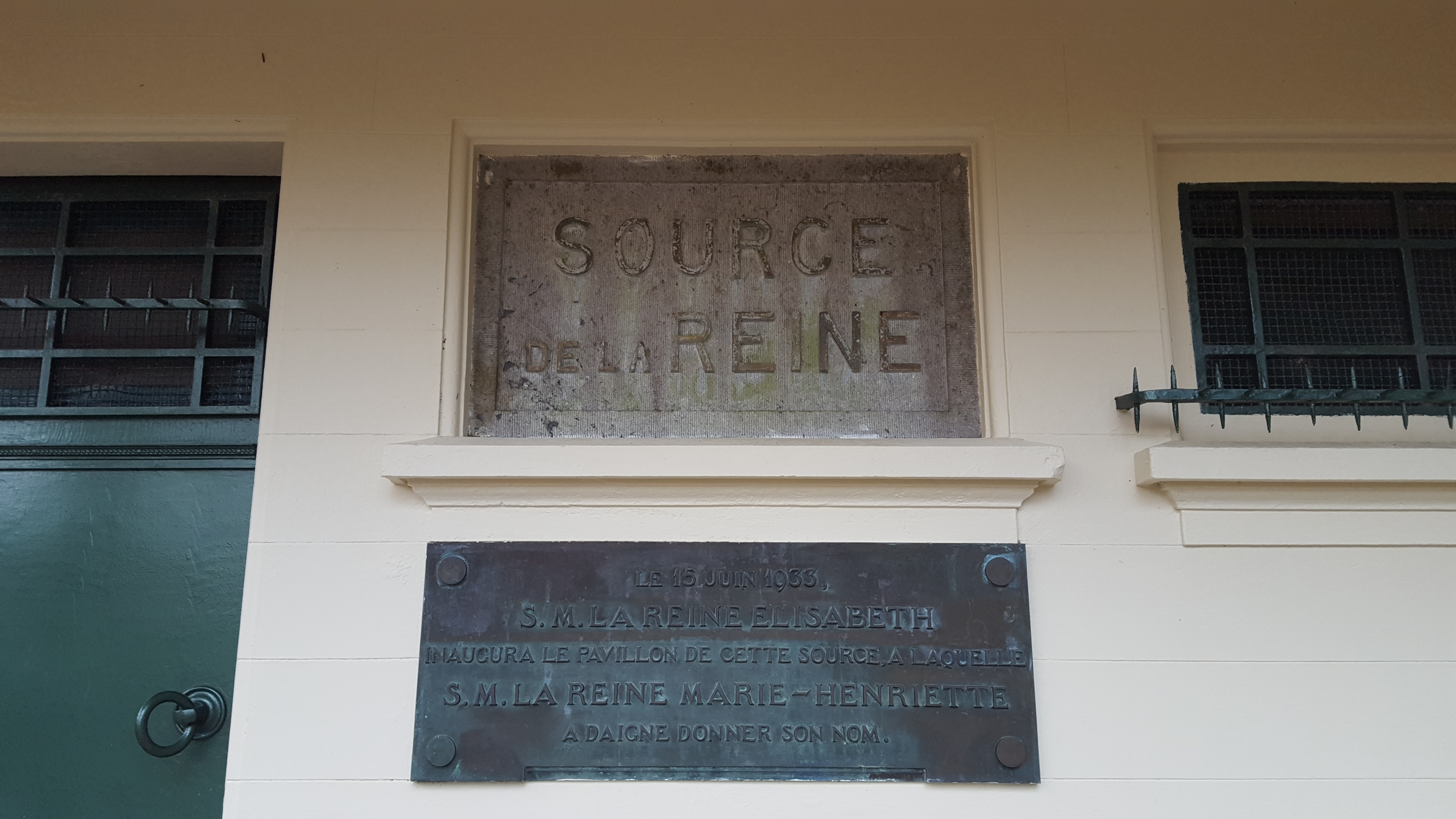